# Појана Илвеј (Бистрица-Насауд)
Појана Илвеј (рум. Poiana Ilvei) насеље је у Румунији у округу Бистрица-Насауд у општини Појана Илвеј. Oпштина се налази на надморској висини од 497 m.

## Становништво
Према подацима из 2002. године у насељу је живело 1643 становника, од којих су сви румунске националности.